# Kerbela

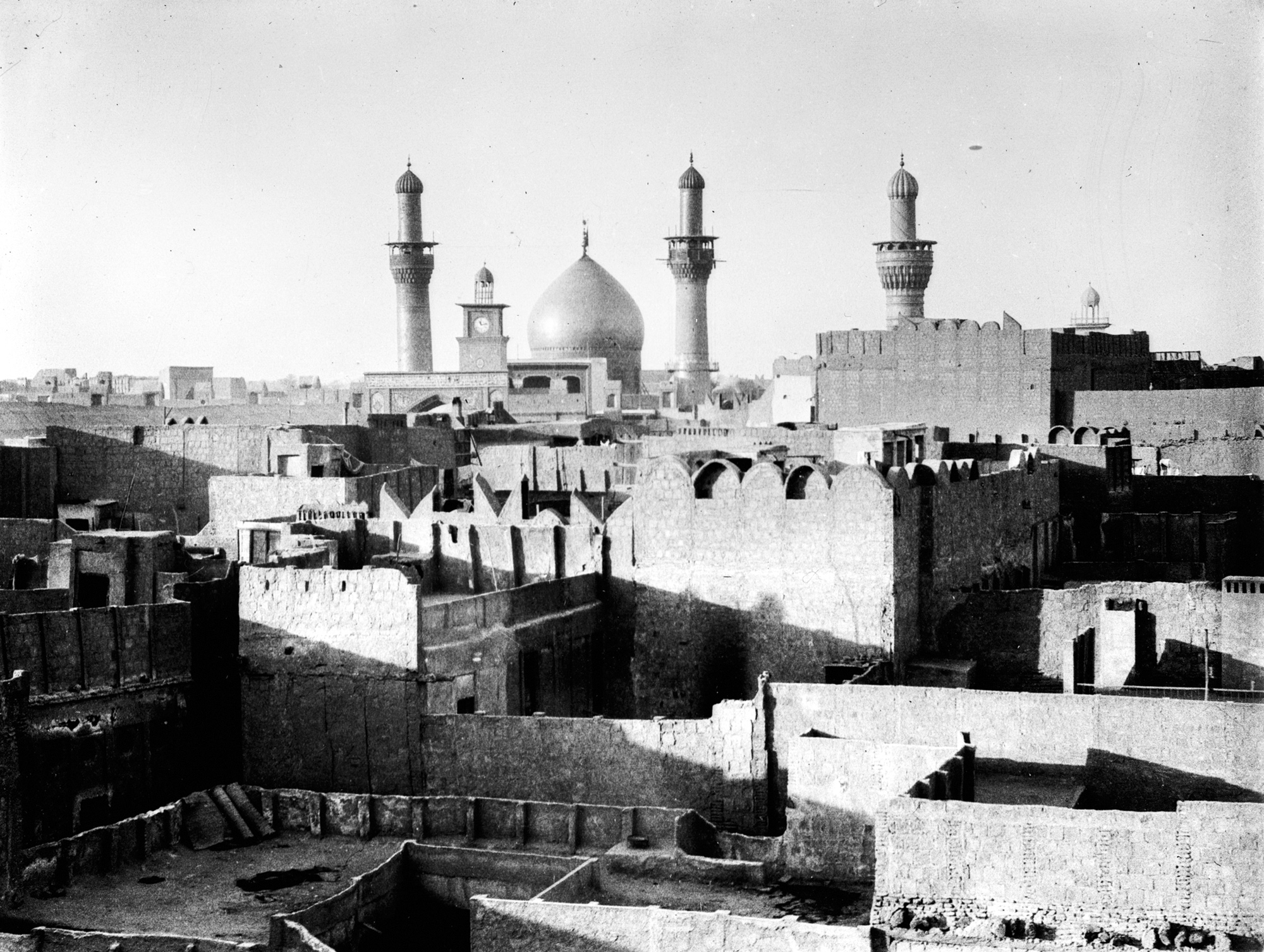
Husain-Moschee (1932)

Kerbela oder Kerbala (arabisch كربلاء, DMG Karbalāʾ) ist eine Stadt im Zentrum des Irak mit etwa 711.530 Einwohnern (Stand 1. Juli 2018). Sie liegt in der gleichnamigen Provinz nahe dem Euphrat (al-Furāt), circa 80 km südlich von Bagdad.

## Geschichte

### Frühzeit des Islam
In Kerbela fand am 10. Oktober 680 die Schlacht von Kerbela statt, die ein zentrales Ereignis für die Zwölfer-Schiiten oder Imamiten ist. Bei einem Aufstand gegen die Umayyaden kam fast die ganze Führerschaft der Schiiten ums Leben. Das Grab des als Märtyrer verehrten schiitischen dritten Imams al-Husain ibn ʿAlī befindet sich in Kerbela, wodurch die Stadt einer der wichtigsten schiitischen und alevitischen Wallfahrtsorte ist. Der Imam-Husain-Schrein ist die bedeutendste Moschee des Irak. Der Halbbruder Husains, Abbas, ist in der Al-Abbas-Moschee bestattet, welche sich in Sichtweite des Imam-Husain-Schreins befindet.

### 17. Jahrhundert
Ende des 17. Jahrhunderts wanderte die Händlerfamilie Fourati von Kerbela nach Sfax und Tunis aus, wo sie zur Aristokratie aufstieg.

### 20. und 21. Jahrhundert
Während der Zeit des Regimes der Baath-Partei im Irak waren Massenpilgerfahrten nach Kerbela verboten. Vom 5. März bis 19. März 1991 kam es nach dem Zweiten Golfkrieg zwischen Aufständischen und den Truppen der irakischen Regierung zu Kämpfen. Der Aufstand wurde von der irakischen Regierung niedergeschlagen. Nach dem Sturz von Saddam Hussein durch die US-geführte Besatzungsarmee war die Pilgerfahrt von 2004 die größte seit Jahrzehnten – mit über einer Million Teilnehmern. Sie wurde von mehreren Bombenanschlägen beim Aschuramassaker am 2. März 2004 überschattet, bei denen mindestens 178 Pilger getötet und unzählige verletzt wurden. Bereits 2003 wurden bei Selbstmordanschlägen 12 Menschen getötet. Drei Monate später war die Stadt Schauplatz von heftigen Gefechten zwischen US-Truppen und Anhängern des schiitischen Rebellenführers Muqtada as-Sadr. 2007 wurden erneut schiitische Pilger Opfer eines Selbstmordattentäters. Diesmal kamen 42 Menschen ums Leben und 160 wurden verletzt. Im Dezember 2005 wurde bei Instandhaltungsmaßnahmen in der Nähe des Imam-Husain-Schreins ein Massengrab entdeckt. Man vermutet, dass es sich bei den Leichen um Aufständische handelt, die 1991 von der irakischen Armee erschossen beziehungsweise ermordet worden waren. Einige Opfer sollen lebendig begraben worden sein.

## Religiöses Leben
Die schiitischen Passionsfeiern am Zehnten des islamischen Monats Muharram erinnern an diese Begebenheiten mit Trauerfeiern, rituellen Erzählungen und Prozessionen. Zum Fest al-Arba'in 40 Tage später werden über 20 Millionen Pilger gezählt, womit es die größte islamische Wallfahrt ist.

## Sonstiges
Die Stadt ist Sitz des Ahlulbait University College und Heimat des Fußballclubs Karbala SC. Der Fußballclub spielt seit 2016 im Karbala International Stadium mit 30.000 Plätzen.